# Стантрайдинг

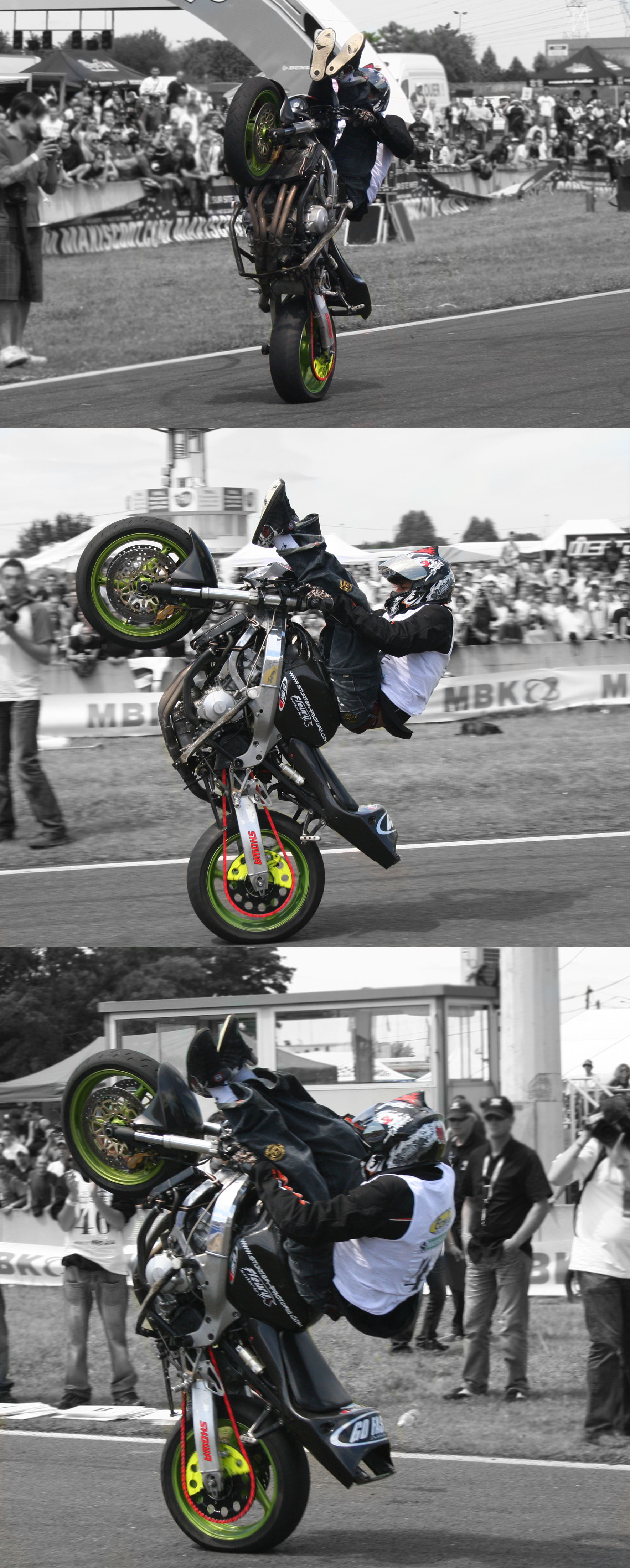

Стантрайдинг — трюкова їзда на мотоциклі. Стантрайдери вперше з'явилися в Англії в 80-х роках XX століття. Натхненником і засновником цього руху є Гаррі Ротл, який освоїв і майстерно виконував трюки, що в наш час стали класичними: їзда на одному з коліс. Їзда на передньому колесі в райдерів називається «стоппі», на задньому — «віллі».

## Види трюків
- Донутс — райдер обертається навколо своєї осі на задньому колесі, або контрольований замет. Ці три елементи становлять обов'язкову програму світової першості по стантрайдингу. На початку 1990-х років пройшов перший чемпіонат світу з стантрайдингу.

- Вобблінг (англ. wobbling) — це коливання передньої частини мотоцикла навколо осі кермової колонки, у вузьких колах має назву «розковбас». Тобто положення, коли переднє і заднє колесо йде з однієї осі. Через що це відбувається: при повороті переднє колесо потрапило в ямку або на щось слизьке, і починає обкатувати цю перешкоду, нерівна рама дає техніці сильне прискорення, а заднє колесо в цей час рухається прямолінійно.

## Історія
На початку 1990-х років пройшов перший чемпіонат світу по стантрайдингу. 
На сьогоднішній день іконами стантрайдингу є такі легендарні особистості:
- Гаррі Ротвелл (Gary Rothwell) — його відеофільм "Show Time", випущений в 1996 році у Великій Британії викликав небувалий резонанс в колі любителів мотоспорту і послужив потужним поштовхом для розвитку стантрайдингу.
- Крейг Джонс (Craig Jones) — перший, хто поїхав на задньому колесі, перекинувши ноги через кермо («високий стілець»), встановив перший рекорд світу зі швидкості стоппі, 241км/год.
- Антоніо Карлос Фаріас (AC Farias) — першим поїхав на задньому колесі без рук, і започаткував їзду на задньому колесі по колу.
- Кевін Кармайкл (Kevin Carmichael) перший, хто зробив віллі без переднього колеса, і встановив дублер заднього гальма на кермі, який зараз використовує кожен стантрайдер.
- Дейв Коатс (Dave Coates) — разом зі своєю дружиною Сандрою (Sandra Coates) стали одними із засновників їзди в тандемі.

У Європі й Америці стантрайдинг користується великою популярністю. У Росії інтерес до такого роду спортивним програмам стрімко зростає. Перший чемпіонат Європи з стантрайдингу пройшов в 1997 році в Амстердамі (Нідерланди), чемпіонат світу — на рік пізніше. Сьогодні виділяють кілька стилів їзди: американський, європейський і, з недавнього часу, японський.
В 2004 році в Санкт-Петербурзі був організований День стантрайдингу, на якому зібралися найкращі російські спортсмени і світові зірки. У тому ж році відбувся відкритий командний Кубок Європи, на якому Росію представляли петербуржці, вони посіли почесне третє місце.